# Prokurawa
Prokurawa (ukr. Прокурава) – wieś na Ukrainie, w obwodzie iwanofrankiwskim, w rejonie kosowskim.